# 부시도 (1981년 영화)
부시도(武士道ブレ-ド, The Bushido Blade)는 영국에서 제작된 톰 코타니 감독의 1979년 액션, 드라마 영화이다. 프랭크 컨버즈 등이 주연으로 출연하였고 아더 랜킨 주니어 등이 제작에 참여하였다.

## 출연

### 주연
- 프랭크 컨버즈
- 제임스 얼 존스

### 조연
- 리처드 분
- 치바 신이치
- 미후네 도시로
- 이와마츠 마코